# 10685 Kharkivuniver
10685 Kharkivuniver eller 1980 VO är en asteroid i huvudbältet som upptäcktes den 9 november 1980 av den amerikanske astronomen Edward L.G. Bowell vid Anderson Mesa Station. Den är uppkallad efter Kharkivuniversitetet.
Asteroiden har en diameter på ungefär 6 kilometer.